# Iglesia de la Asunción de Nuestra Señora (Villacé)
La iglesia parroquial de Villacé es un templo católico del municipio español de Villamañan, en la provincia de León.

## Descripción
Situada en una plataforma en posición central respecto al pueblo, domina el conjunto del caserío.
Consta de tres naves separadas por arcos ojivales muy apuntados, y arcos de medio punto en sentido transversal. El acceso se realiza a través de un atrio de pavimento enchinarrado, cubierto con armadura que apoya en esbeltas columnas de piedra. A los pies, se sitúa la torre de 5 cuerpos, el superior abierto aloja el cuerpo de campanas, se cubre con faldones a cuatro aguas, revestidos de teja plana cerámica vidriada en diferentes tonos.
De gran relevancia el conjunto de retablos y bienes muebles que alberga en su interior, entre los que destacan:
- Artesonado policromado en dependencia anexa a la torre, originario del siglo XV.
- Pinturas murales conservadas bajo la capa de yeso.
- Pavimento de las naves formado por grandes losas de pizarra, algunas con inscripciones funerarias y escudos.
- Retablo barroco en el presbiterio.
- Pila bautismal de piedra con motivos geométricos esculpidos.
- Púlpito de madera policromada.
- Retablo barroco de la piedad, singular por ser de doble cara, situado en las capillas laterales adosadas a la nave norte.
- Órgano del siglo XVIII.
- Varios retablos barrocos.